# 악셀 슈타인
악셀 슈타인(독일어: Axel Stein, 1982년 2월 28일~)은 독일의 배우이다.

## 작품 목록

### 영화
- 리틀 페어런트 (2018년) - 아빠 역
- 마이 브라더 심플 (2017년)
- 브루더 부어 루더 (2015년)
- 마초맨 (2015년)
- 낫 마이 데이 (2014년)
- 가디언스 (2012년)
- 크로커다일의 모험 2 (2010년)
- 크로커다일의 모험 (2009년)
- 텔 (2007년)
- 맨발 (2005년)
- 팬티 속의 개미 2 (2002년)
- 팬티 속의 개미 (2000년) - 레드 불 역